# Davidiella proteae
Davidiella proteae är en svampart som beskrevs av Crous, M.J. Wingf. & Marinc. 2008. Davidiella proteae ingår i släktet Davidiella och familjen Davidiellaceae.   Inga underarter finns listade i Catalogue of Life.